# 希恩杜普尔
希恩杜普尔（Hindupur），是印度安得拉邦Anantapur县的一个城镇。总人口125056（2001年）。

## 人口
该地2001年总人口125056人，其中男性64159人，女性60897人；0—6岁人口16026人，其中男8175人，女7851人；识字率61.99%，其中男性为68.58%，女性为55.05%。